# Невер (город)
Неве́р (фр. Nevers) — город во Франции, центр департамента Ньевр. Расположен на высоте 201 метр над уровнем моря, на правом берегу реки Луары, принимающей здесь реку Ньевр. Исторический центр области Ниверне. Крупнейший в стране центр производства фаянса. Население — 43 082 жителя (2004).

## История
В римское время Невер был городом эдуев, под названием Noviodunum или Nivernum. При Хлодвиге, в 506 году, здесь было основано одноимённое епископство. Графы Невер (или Ниверне) упоминаются впервые в IX веке. Граф Гильом из Невера принимал участие в первом крестовом походе.
Когда угасла мужская линия Неверского дома (1184), графство Ниверне путём брака досталось Пьеру де Куртене, бывшему латинским императором в Константинополе. Затем в продолжение Средневековья им владели графы фландрские (дом Дампьер) и герцоги бургундские (потомки Филиппа Смелого).
Король Франциск I в 1538 году возвёл графство Невер в герцогство для своего тёзки, Франциска Клевского. Ему наследовали один за другим сыновья (от брака с сестрой Антуана Вандомского), после смерти последнего из которых (в 1564 году) Невер и Ретель отошли к их сестре — супруге Лодовико Гонзага.
Правнук последнего, Карло III Гонзага, герцог Мантуанский, продал Невер в 1659 году кардиналу Мазарини, после которого его получил по наследству племянник кардинала, Филипп-Жюльен Манчини-Мазарини (1641—1707). Его потомки из семейства Манчини сохраняли титул герцогов Неверских до самой революции (последним был писатель Луи-Жюль).

## Памятники старины
- Герцогский дворец XV века, перестроенный Клевской династией в эпоху Ренессанса. В 1980-е годы приспособлен под здание мэрии по инициативе политика Пьера Береговуа, который покончил с собой неподалёку.
- Готический собор Сен-Сир — послевоенная реконструкция средневекового храма, уничтоженного в годы Второй мировой войны.
- Романская церковь Сент-Этьен (1192) в основном сохранилась, несмотря на разрушения революционного времени.

## Города-побратимы

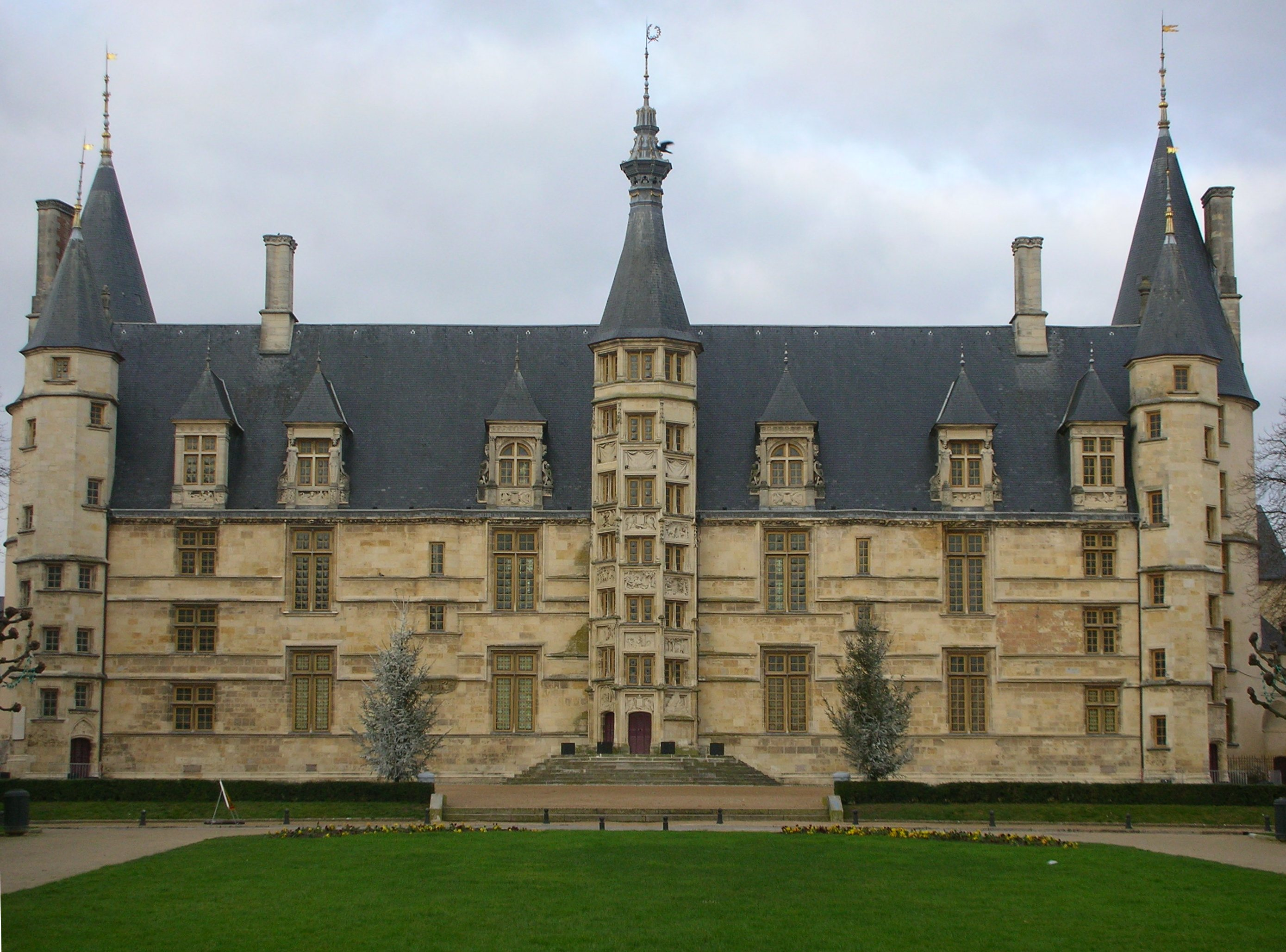
Герцогский дворец в Невере.

- Асмэра, Эритрея
- Кобленц, Германия (1963)
- Куртя-де-Арджеш, Румыния (1990)
- Лунд[вд], Швеция (1967)[5]
- Мантуя, Италия (1959)
- Марбелья, Испания
- Минск, Беларусь
- Нойбранденбург, Германия (1973)
- Седльце, Польша (2002)
- Сент-Олбанс, Великобритания (1974)
- Сремска-Митровица, Сербия
- Ставруполи[вд], Греция (2004)
- Тайчжоу, Китай (2006)
- Хаммамет, Тунис (1984)
- Шарлевиль-Мезьер, Франция (1959)
- Эржебетварош[вд], Венгрия